# کلن (رومانی)
شهر کلن (به رومانیایی: Călan) در شهرستان هوندرا در کشور رومانی واقع شده‌است. جمعیت این شهر ۱۴٬۷۱۴ نفر  است.